# KENJIRO SAKIYA COMPLETE BEST Love Ballads
『KENJIRO SAKIYA COMPLETE BEST Love Ballads』（ケンジロウ・サキヤ・コンプリート・ベスト・ラヴ・バラッズ）は、崎谷健次郎の通算2枚目のベスト・アルバム。2003年3月19日に発売された。

## 概要
- 1〜9枚目のオリジナル・アルバムの中から、ファン投票を勘案して崎谷自身が選曲し、再構成したベスト・アルバム。
- 「Tomorrow」は、映画『東京原発』（監督：山川元、主演：役所広司、ザナドゥー、2004年）主題歌。
- プロデュースは、崎谷健次郎。
- CDジャケットは、デビューした頃に撮影されたグランドピアノと崎谷自身が背景の写真が採用されている。
- リリースにあたり、セルフライナーノート『Special Comments Of KENJIRO SAKIYA Complete Best"LOVE BALLADS"』がmoonlighting （当時）から限定発行された。

## 収録曲
1. もう一度夜を止めて
2. Because Of Love
3. ROOMS
4. きみのために僕がいる
5. Till the end of time
6. 涙が君を忘れない
7. 風を抱きしめて
8. 夏のポラロイド
9. MELODY
10. KISSの花束
11. こわれものは君の涙
12. WITH
13. Kiss of Life
14. 思いがけないSITUATION
15. 誰のために雪は降る
16. Love is... beautiful
17. Tomorrow